# Liga Superior de Hockey 2022-23
La Liga Superior de Hockey 2022-23 (conocida como Liga Superior de Hockey Parimatch - Copa Petrov, por motivos de patrocinio). Participan un total de 26 equipos, todos procedentes de Rusia. 

## Calendario
La temporada regular dio inicio el día 3 de septiembre de 2022 en Tiumén celebrando el juego de la llamada Copa de Apertura, enfrentando a los dos equipos finalistas: Rubin Tyumen y Yugra. 
La temporada regular finalizó el día 17 de febrero de 2023, para dar inicio a la fase eliminatoria. Los playoffs comenzaron el 21 de febrero con la final de la Copa Petrov programada para el 30 de abril de 2023.

## Formato
Cada equipo jugará un total 50 partidos (25 como local y como visitante). La distribución de partidos es simple: todos los equipos juegan dos veces contra cada uno de sus 25 rivales, sin división en conferencias o divisiones (caso contrario de la Liga Continental de Hockey.
El sistema de puntuación es el siguiente: 
- 2 puntos por victoria (en tiempo reglamentario, prórroga o shootouts)
- 1 punto por derrota en prórroga o shootouts
- 0 puntos por derrota.

## Clubes participantes

### Cambios
- El CSK VVS de Samara declinó su participación debido a problemas financieros.[1]

- El HC Ryazan cambió su nombre a Ryazan VDV, cambiando también su logotipo.[2]

- AKM, Bars y Dizel Penza cambiaron sus logotipos.

| Equipo         | Ciudad                       | Arena                                   | Capacidad | Fundación | Entrada | Afiliado (KHL)             |
| -------------- | ---------------------------- | --------------------------------------- | --------- | --------- | ------- | -------------------------- |
| AKM            | Tula, Tula                   | Palacio del Hielo                       | 3 000     | 2021      | 2021    |                            |
| Bars           | Kazán, Tartaristán           | Palacio de los Deportes                 | 3 345     | 2009      | 2014    | Ak Bars Kazán              |
| Buran          | Vorónezh, Vorónezh           | Yubileini                               | 3 200     | 1977      | 2012    | Severstal Cherepovets      |
| Gornyak UGMK   | Verjnyaya Pishma, Sverdlovsk | Centro Deportivo A. Kozitsyin           | 1 100     | 2012      | 2017    | Avtomobilist Ekaterimburgo |
| Dizel          | Penza, Penza                 | Dizel Arena                             | 5 500     | 1948      | 2010    | Torpedo Nizhni Nóvgorod    |
| Dinamo         | San Petersburgo              | Yubileini San Petersburgo               | 7 600     | 2013      | 2016    | Dinamo Moscú               |
| Ermak          | Angarsk, Irkutsk             | Ermak                                   | 6 900     | 1959      | 2010    | Admiral Vladivostok        |
| Zaural'e       | Kurgán, Kurgán               | Palacio de los Deportes N. V. Parysheva | 2 500     | 1993      | 2010    |                            |
| Zvezda         | Moscú                        | CSKA Arena                              | 2 951     | 2015      | 2015    | CSKA Moscú                 |
| Izhstal'       | Izhevsk, Udmurtia            | Izhstal'                                | 3 190     | 1958      | 2010    | Neftejimik Nizhnekamsk     |
| Lada           | Toliatti, Samara             | Lada Arena                              | 6 200     | 1976      | 2018    |                            |
| Metallurg      | Novokuznetsk, Kémerovo       | Pista de Kuznetsk                       | 330       | 1949      | 2017    | Sibir Novosibirsk          |
| Molot          | Perm, Perm                   | Molot                                   | 6 000     | 1948      | 2010    | Lokomotiv Yaroslavl        |
| Neftyanik      | Almétievsk, Tartaristán      | Yubileini de Tartaristán                | 2 200     | 1965      | 2010    | Ak Bars Kazán              |
| Omskie Kryl'ya | Omsk, Omsk                   | Academia Avangard                       |           | 2021      | 2021    | Avangard Omsk              |
| Rostov         | Rostov del Don, Rostov       | Ice Arena                               | 458       | 2005      | 2015    | HC Sochi                   |
| Rubin          | Tiumén, Tiumén               | Palacio de los Deportes                 | 3 346     | 1959      | 2010    |                            |
| SKA-Neva       | San Petersburgo              | Ciudad del Hockey                       | 1 418     | 2008      | 2010    | SKA San Petersburgo        |
| Sokol          | Krasnoyarsk, Krasnoyarsk     | Platinum Arena                          | 6 870     | 1977      | 2011    | Amur Jabárovsk             |
| Toros          | Neftekamsk, Baskortostán     | Palacio de los Deportes                 | 2 000     | 1987      | 2010    | Salavat Yulaev Ufa         |
| Ryazan-VDV     | Riazán, Riazán               | Olímpica                                | 2 825     | 1999      | 2010    | Vityaz                     |
| Tambov         | Tambov, Tambov               | Cristal                                 | 1 500     | 2000      | 2018    |                            |
| Ximki          | Voskresensk, Moscú           | Jimik                                   | 4 000     | 1953      | 2015    | Spartak                    |
| Chelmet        | Cheliábinsk, Cheliábinsk     | Yunost                                  | 3 500     | 1949      | 2010    | Traktor Chelyabinsk        |
| Yugra          | Janti-Mansisk, Janti-Mansi   | Arena Yugra                             | 5 500     | 2006      | 2018    |                            |
| Yuzhnyy Ural   | Orsk, Oremburgo              | Yubileini                               | 4 500     | 1959      | 2010    | Metallurg Magnitogorsk     |

## Temporada regular
| Pos. | Equipos                | PJ | PG | GE | GS | PS | PE | PP | GF  | GC  | Dif. | PTS | Clasificación |
| ---- | ---------------------- | -- | -- | -- | -- | -- | -- | -- | --- | --- | ---- | --- | ------------- |
| 1    | Yugra                  | 50 | 29 | 7  | 0  | 5  | 1  | 8  | 163 | 99  | +64  | 78  | Copa Petrov   |
| 2    | Metallurg Novokuznetsk | 50 | 24 | 4  | 6  | 2  | 1  | 13 | 173 | 123 | +50  | 71  | Copa Petrov   |
| 3    | Sokol Krasnoyarsk      | 50 | 23 | 6  | 3  | 3  | 3  | 12 | 165 | 120 | +45  | 70  | Copa Petrov   |
| 4    | Dizel Penza            | 50 | 20 | 4  | 7  | 2  | 4  | 13 | 135 | 121 | +14  | 68  | Copa Petrov   |
| 5    | Rubin Tyumen           | 50 | 23 | 4  | 2  | 5  | 5  | 11 | 131 | 106 | +25  | 68  | Copa Petrov   |
| 6    | Lada Tolyatti          | 50 | 25 | 3  | 3  | 1  | 4  | 14 | 150 | 120 | +30  | 67  | Copa Petrov   |
| 7    | Neftyanik              | 50 | 23 | 4  | 3  | 3  | 2  | 15 | 131 | 105 | +26  | 65  | Copa Petrov   |
| 8    | Tambov                 | 50 | 18 | 2  | 7  | 5  | 4  | 14 | 138 | 135 | +3   | 63  | Copa Petrov   |
| 9    | Khimik                 | 50 | 22 | 5  | 2  | 2  | 2  | 17 | 161 | 117 | +44  | 62  | Copa Petrov   |
| 10   | Zauralye               | 50 | 23 | 1  | 4  | 3  | 3  | 16 | 134 | 116 | +18  | 62  | Copa Petrov   |
| 11   | AKM                    | 50 | 18 | 7  | 2  | 1  | 5  | 17 | 148 | 140 | +8   | 60  | Copa Petrov   |
| 12   | Chelmet Chelyabinsk    | 50 | 19 | 5  | 2  | 5  | 3  | 16 | 117 | 120 | −3   | 60  | Copa Petrov   |
| 13   | Toros Neftekamsk       | 50 | 24 | 3  | 0  | 2  | 4  | 17 | 135 | 129 | −6   | 60  | Copa Petrov   |
| 14   | Molot Perm             | 50 | 21 | 3  | 4  | 2  | 1  | 19 | 128 | 136 | −8   | 59  | Copa Petrov   |
| 15   | SKA-Neva               | 50 | 20 | 3  | 3  | 2  | 4  | 18 | 154 | 145 | +9   | 58  | Copa Petrov   |
| 16   | Gornyak-UGK            | 50 | 21 | 2  | 5  | 1  | 1  | 20 | 138 | 136 | +2   | 58  | Copa Petrov   |
| 17   | Dynamo San Petersburgo | 50 | 17 | 4  | 5  | 2  | 2  | 20 | 142 | 137 | +5   | 56  |               |
| 18   | Izhstal                | 50 | 18 | 2  | 4  | 6  | 2  | 18 | 125 | 149 | −24  | 56  |               |
| 19   | Ryazan VDV             | 50 | 15 | 2  | 4  | 4  | 3  | 22 | 111 | 130 | −29  | 49  |               |
| 20   | Rostov                 | 50 | 13 | 5  | 1  | 5  | 4  | 22 | 118 | 154 | −36  | 47  |               |
| 21   | Yuzhny Ural            | 50 | 14 | 2  | 3  | 3  | 5  | 23 | 120 | 158 | −38  | 46  |               |
| 22   | Bars                   | 50 | 10 | 4  | 2  | 5  | 6  | 23 | 100 | 140 | −40  | 43  |               |
| 23   | Krylya Omsk            | 50 | 16 | 1  | 2  | 2  | 1  | 28 | 123 | 153 | −30  | 41  |               |
| 24   | Zvezda                 | 50 | 15 | 0  | 2  | 2  | 5  | 26 | 103 | 131 | −28  | 41  |               |
| 25   | Buran                  | 50 | 10 | 2  | 0  | 2  | 6  | 30 | 109 | 154 | −45  | 32  |               |
| 26   | Yermak                 | 50 | 7  | 0  | 1  | 2  | 4  | 36 | 92  | 171 | −79  | 22  |               |